# Раздан (компьютер)
«Разда́н» — семейство советских цифровых электронных вычислительных машин общего назначения, созданных в 1958—1965 гг. в Ереванском научно-исследовательском институте математических машин (ЕрНИИММ) . ЭВМ имеет полупроводниковую элементную базу, то есть относится к вычислительным машинам второго поколения.

## Раздан
Машина разрабатывалась с 1958 года на основе документации на машину М-3 (созданную под руководством Н. Я. Матюхина в лаборатории И. С. Брука). Руководитель работ — Е. Л. Брусиловский.
В 1960 году машина «Раздан» сдана Государственной комиссии.
Технические характеристики машины:
- Система команд: двухадресная, 17 основных команд, каждая из которых имеет по 8 модификаций
- Система счисления: двоичная, слово состоит из 36 двоичных разрядов, из них 29 — мантисса, 1 — знак, 5 — порядок, 1 — знак порядка.
- Быстродействие: 5000 оп/сек.
- Потребляемая мощность: около 3 кВт от сети переменного тока 220/380 В, 50 Гц.
- Занимаемая площадь: 20 кв. м.

Параллельно со сборкой и наладкой «Раздан» в том же НИИ проходили работы над созданием ЭВМ «Арагац», имеющего ту же архитектуру. Для помощи в создании «Раздан» и «Арагац» в Ереван было откомандировано несколько сотрудников ВЦ АН, руководитель группы — А. П. Меренков.

## Раздан-2
Серийно выпускалась с 1961 года.
Ввод и хранение данных и кода — на перфорированной 35-миллиметровой киноплёнке.

## Раздан-3

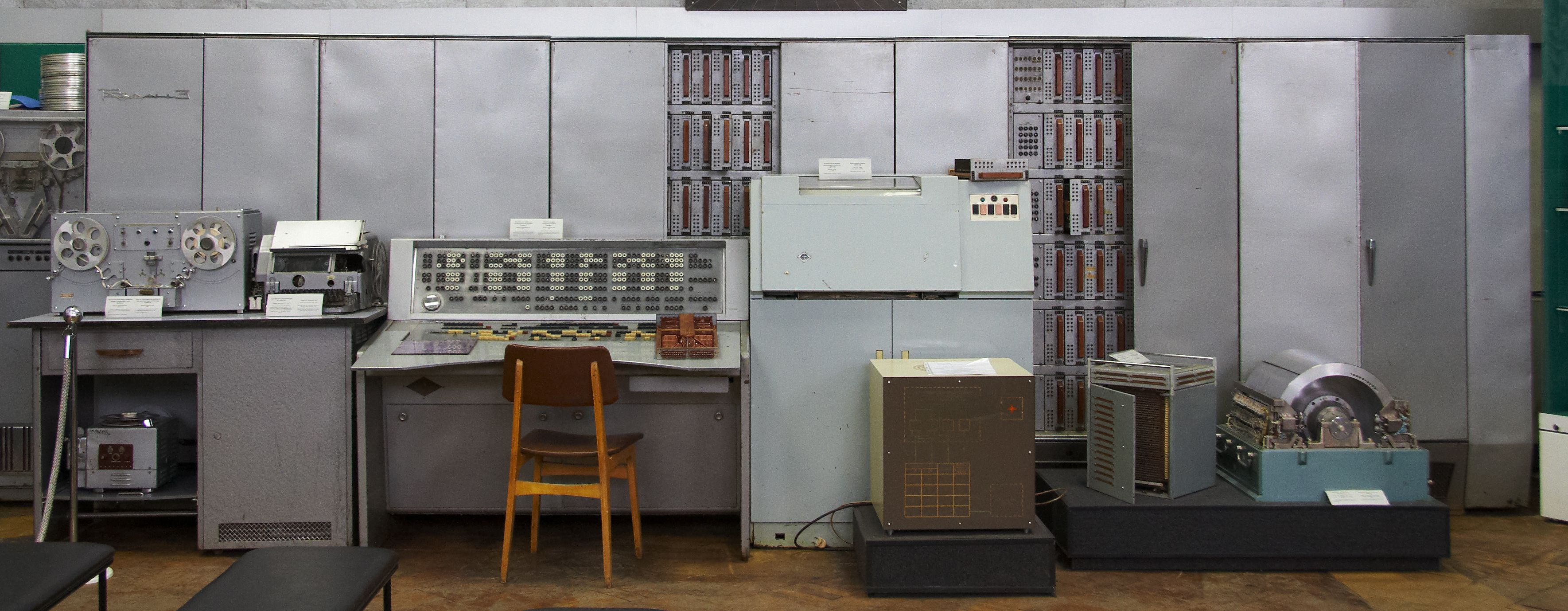
Раздан-3 в Политехническом музее

Сдана в эксплуатацию в 1965 году, серийный выпуск машины начат в 1966 году.
Использовалась в качестве управляющего компьютера для работы с научным оборудованием в ядерных исследованиях.
Для неё были созданы компиляторы нескольких научных языков программирования, таких как Fortran и Algol-60.
На базе этой модели в ЕрНИИММ в 1967—1977 годах была разработана система для автоматизации процесса продажи железнодорожных билетов — комплекс «МАРШРУТ-1» (главный конструктор — А. Кучукян). Этот комплекс длительное время использовался на нескольких железнодорожных станциях Москвы (и позже лёг в основу АСУ «Экспресс» первого поколения). Разработчики этой системы получили в 1974 году Государственную премию Армянской ССР.